# Jean-Charles Biaudet
Jean-Charles Biaudet (* 19. Februar 1910 in Montreux; † 7. August 2000 in Cully; heimatberechtigt in Rolle) war ein Schweizer Politikwissenschaftler und Historiker.

## Leben
Bis ins Jahre 1930 lebte Biaudet in Algerien und Paris. Er arbeitete von 1932 bis 1933 als Lehrer am renommierten Institut Le Rosey in Rolle. Anschliessend studierte er Politikwissenschaften an der Universität Lausanne, schloss 1936 mit dem Lizenziat ab und promovierte 1940. Er arbeitete von 1943 bis 1950 als Archivar am Staatsarchiv des Kantons Waadt und war von 1950 bis 1955 Direktor der Kantons- und Universitätsbibliothek Lausanne.
Ab dem Jahre 1945 lehrte er zuerst als Privatdozent, ab 1955 ausserordentlicher Professor und ab 1961 bis 1979 als ordentlicher Professor für Neue und Zeitgenössische Geschichte an der Universität Lausanne. Von 1960 bis 1964 war Biaudet Präsident der Abteilung für Sozial- und Politikwissenschaften, von 1964 bis 1966 Dekan der Fakultät Phil. I und von 1968 bis 1972 Vizerektor.
Nebenbei war er von 1949 bis 1963 Redaktor der Schweizerischen Zeitschrift für Geschichte. Er war zwischen 1959 und 1963 Mitglied der Pro Helvetia, von 1964 bis 1976 Mitglied des Forschungsrats und von 1967 bis 1980 Mitglied des Internationalen Komitees für Geschichtswissenschaften. Biaudet befasste sich in seinen Arbeiten vor allem mit der Politische Geschichte der Schweiz im 19. Jahrhundert und derjenigen des Kantons Waadt. Er war unter anderem auch Mitherausgeber der Correspondance de Frédéric César de la Harpe. Ferner war er von 1965 bis 1977 im Gemeinderat von Chexbres und wurde in dieser Gemeinde im Jahre 1990 zum Ehrenbürger ernannt.